# Coolah
Coolah est un village australien situé dans la zone d'administration locale de Warrumbungle en Nouvelle-Galles du Sud, à 370 km au nord-ouest de Sydney.
Son économie repose sur l'élevage des bovins et des ovins ainsi que sur la culture des céréales dans les vallées.
Le parc national des Coolah Tops est situé à 30 km à l'est de Coolah.